# Kamienica przy ul. Farnej 5 w Piotrkowie Trybunalskim
Kamienica przy ul. Farnej 5 / Grodzkiej 6 – zabytkowa kamienica, położona w Piotrkowie Trybunalskim na Starym Mieście na rogu ul. Farnej i Grodzkiej.
Według informacji z rejestru zabytków kamienica pochodzi z 1. poł. XIX wieku. Budynek został zbudowany z cegły. Kamienica posiada skromną fasadą. Charakterystycznym elementem budynku jest narożna podpora.
Obiekt wpisany jest do rejestru zabytków pod numerem 667 z 12.09.1967. Znajduje się też w gminnej ewidencji zabytków miasta Piotrkowa Trybunalskiego.

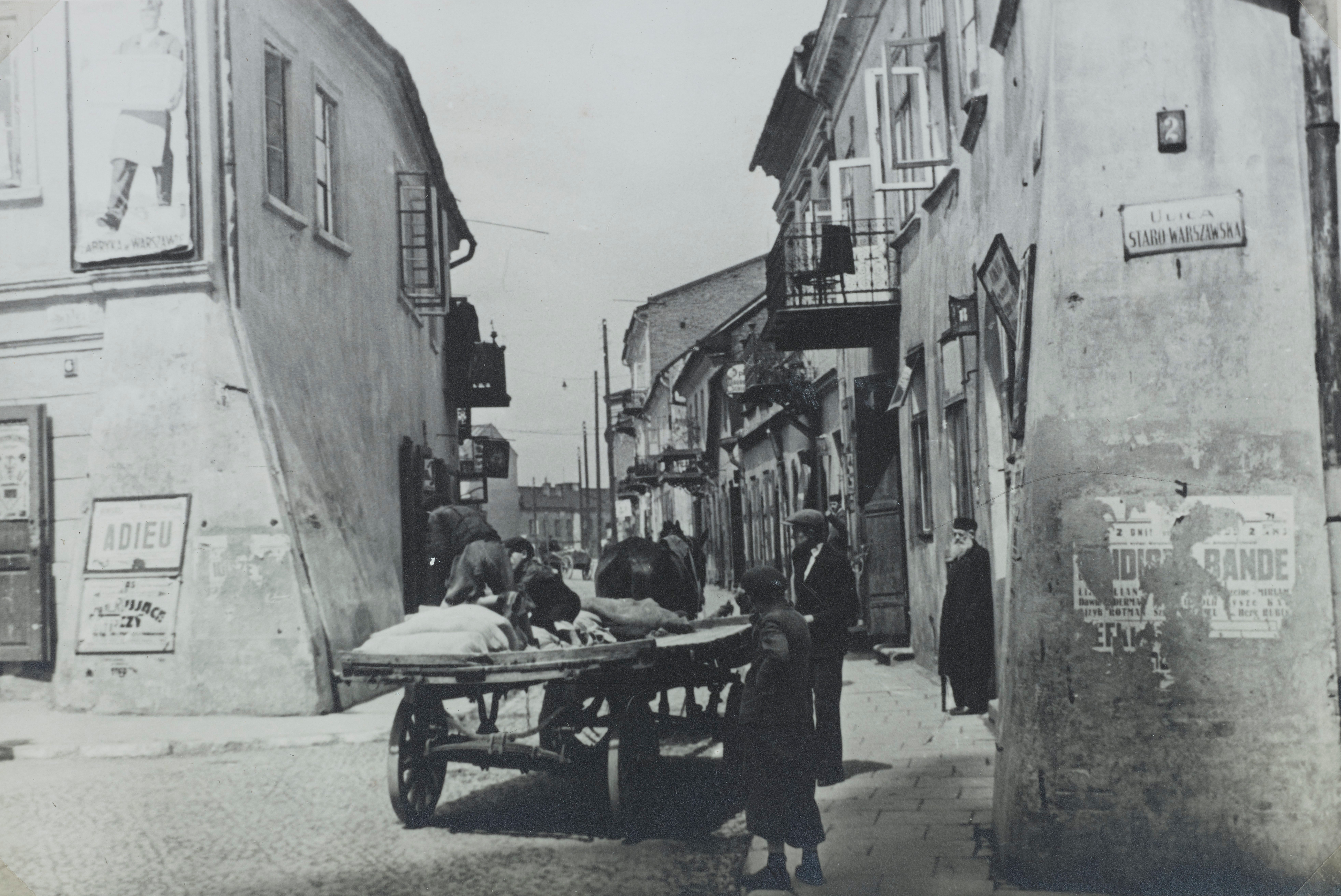
Fragment domu (po lewej) w 1937.